# Villageriz
Villageriz község Spanyolországban,  Zamora tartományban. Villageriz Alcubilla de Nogales, Arrabalde, Villaferrueña, Santibáñez de Vidriales, Fuente Encalada és San Esteban de Nogales községekkel határos. Lakosainak száma 64 fő (2024).

## Népesség
A település népessége az utóbbi években az alábbiak szerint változott:
| Lakosok száma | 70   | 59   | 53   | 55   | 47   | 47   | 48   | 56   | 45   | 64   |
|               | 2001 | 2004 | 2007 | 2009 | 2012 | 2014 | 2017 | 2019 | 2022 | 2024 |